# Кауфман, Джейк
Джейкоб «Джейк» Кауфман (англ. Jacob "Jake" Kaufman; также известен как virt; род. 1981) — американский композитор музыки для компьютерных игр. Карьеру игрового композитора начал в 2000 году, написав саундтрек к порту игры Q*Bert. В 2002 году стал сооснователем сайта VGMix. Известнейшими работами Кауфмана являются саундтреки к играм «Contra 4» и «Red Faction: Guerrilla».

## Биография
Джейкоб Кауфман родился 3 апреля 1981 года в США. Он бросил обучения в высшем учебном заведении, так как, по его словам, в ней полностью отсутствовала трудовая этика и не существовало понятий своевременности и организации. Следующие несколько лет он провёл, сочиняя аранжировки и ремиксы к игровой музыке, работая под псевдонимом «virt». В 2000 году Кауфман попал в игровую индустрию: его первой работой стал саундтрек к порту игры Q*Bert для игровой консоли Game Boy Color. На протяжении следующих нескольких лет он сочинил музыку для нескольких игр для платформ Game Boy Color и Game Boy Advance. В 2002 году Кауфман стал сооснователем сайта VGMix, который содержал ремиксы игровой музыки. Уже позже влияние VGMix на игровую музыкальную культуру было приравнено к другому аналогичному сайту — OverClocked ReMix.
На протяжении 2002—2005 гг карьера Кауфмана как игрового композитора начала расти вверх. На 2005 год он являлся игровым композитором-фрилансером с полным рабочим днём. Он писал музыку для всё более крупных проектов, таких как «Contra 4» и «TMNT» в 2007 году и «Red Faction: Guerrilla» в 2009 году. Он также написал композицию для игрового альбома к игре Ketsui: Kizuna Jigoku Tachi.
Во время работы над масштабным (3,5 часа) саундтреком к игре «Red Faction: Guerrilla» Кауфман официально работал в компании Volition, Inc., которая была разработчиком этой игры. Однако в январе 2010 года Кауфман уволился оттуда, чтобы стать ведущим композитором калифорнийской игровой компании WayForward Technologies, для игр которой он ранее написал несколько саундтреков.
В середине сентября 2011 года стало известно, что Джейк Кауфман написал всю музыку к игре «BloodRayne: Betrayal», а также написал чип-тюн аранжировки всех музыкальных тем из игры. Благодаря этому в игре присутствует возможность активировать специальный 8-битный музыкальный режим, в котором вся игровая музыка меняется на «старомодный» чип-тюн.
Джейк Кауфман женат на Кристи Кауфман (англ. Kristi Kaufman) и живёт в северной части Лос-Анджелеса, где также расположен офис WayForward Technologies.

## Дискография

### Компьютерные игры
- Q*Bert (2000)
- Drymouth (2000)
- Tennis Masters Series (2001)
- M & M’s Minis Madness (2001)
- David Beckham Soccer (2001)
- Who Wants to Be a Millionaire? (2001) — Game Boy Color
- Atlantis — The Lost Empire (2001)
- X-Blade Inline Skater (2001)
- The Scorpion King — Sword of Osiris (2002)
- Karnaaj Rally (2002)
- Godzilla: Domination (2002)
- The Scorpion King (2002)
- Shantae (2002)
- Micro Machines (2002) — версия для Game Boy Color
- Paragon 5 Pinball (2002) — совместно с другими композиторами
- Rugrats: I Gotta Go Party (2002)
- Spy Hunter / Super Sprint (2005)
- Juka and the Monophonic Menace (2005)
- Legend of Kay (2005)
- Rebelstar: Tactical Command (2005)
- Berenstain Bears and the Spooky Old Tree (2005)
- Uno 52 (2006)
- Platinum Mahjong (2006)
- Scurge: Hive (2006)
- Contra 4 (2007)
- TMNT (2007)
- Cranium Kabookii (2007)
- Winx Club Mission Enchantix (2008)
- My Secret World by Imagine (2008)
- Red Faction: Guerrilla (2009) — совместно с другими композиторами
- Mighty Flip Champs! (2009)
- Batman: The Brave and the Bold – The Videogame (2010)
- Shantae: Risky's Revenge (2010)
- Dodonpachi Daifukkatsu Arrange Mode Soundtrack (2011)
- Mighty Milky Way (2011)
- Mighty Switch Force! (2011)
- BloodRayne: Betrayal (2011)
- Double Dragon Neon (2012)
- DuckTales: Remastered (2013)
- Mighty Switch Force! 2 (2013)
- Shovel Knight (2014)
- Shantae and the Pirate's Сurse (2014)
- Shantae: Half-Genie Hero (2015)

### Фильмы
- Press Start (2007)
- Korkusuz (2009)